# Can Tió
Can Tió és una masia del municipi de Tordera (Maresme) inclosa en l'Inventari del Patrimoni Arquitectònic de Catalunya.

## Descripció
És una masia de cos central, molt reformada. Presenta elements de diferents èpoques. La façana ha estat respectada, amb el portal dovellat i les finestres gòtiques, que també s'obren a les parets laterals alternades amb d'altres d'estil diferent.